# 鄭芝豹
鄭芝豹，為鄭芝龍的五弟，南明澄濟伯。字曰文，小字莽二，號若唐。其家族祖籍为河南固始，后迁仙游枫亭。崇禎年間邑庠生於泉州府南安縣安平港（今福建省晉江市安海鎮及南安市石井鎮）。
加例入國子監太學生，官水師副總兵。隆武政權建立，以軍功，授左都督，封澄濟伯。
鄭芝龍降清，鄭芝豹與施天福守安平城，博洛進攻安平，鄭芝豹倉皇出海。施琅降清，不自安。
永曆七年（公元1653年）十二月降清，在寧古塔囚禁至死。